# 음력 9월 6일
음력 9월 6일은 음력 9월의 6번째 날이다.

## 사건
- 1979년 - 대한민국 서울특별시 종로구 궁정동에서 10·26 사건 발발.

## 문화
- 1961년 - 대한방송 폐국.
- 1979년 - 삽교방조제 준공 및 KBS 당진 송신소 개소.
- 2014년 - 서울 지하철 5호선 연장 구간(상일동역 ~ 하남검단산역)이 착공되었다.

## 탄생
- 1977년 - 대한민국의 야구코치, 전 야구선수 장성호.
- 1985년 - 대한민국의 아나운서 김난영.
- 1991년 - 대한민국의 기상 캐스터 강아랑.

## 사망
- 1979년 -
  - 대한민국의 제5-9대 대통령 박정희.
  - 대한민국의 군인, 정치인 차지철.

## 같이 보기
- 음력 360일: 1월 2월 3월 4월 5월 6월 7월 8월 9월 10월 11월 12월
- 전날:9월 5일 다음날:9월 7일 - 전달:8월 6일 다음달:10월 6일
- 양력:9월 6일
- 음력, 윤달